# Jean X d'Alexandrie (Copte)
Jean X d'Alexandrie (Copte) surnommé « Damascène » est un  patriarche copte d'Alexandrie du 30 avril ou 7 mai 1363 au 13 juillet 1369.